# Казидуб Михайло Васильович
Казиду́б Миха́йло Васи́льович (нар. 29 листопада 1942 — 1 травня 1998, Полтава) — український поет, журналіст, прозаїк. Член Національної спілки письменників України.

## Біографія
Народився у селі Вереміївка Градизького району Полтавської області (тепер належить до Чорнобаївського району Черкаської області) де й закінчив середню школу (1959). Протягом кількох років ще залишається у рілдному селі, де працює будівельником, трактористом. Працює культмасовиком місцевого клубу.
1944 році загину батько в Угорщині.
Перший друкований вірш про матір з'явився в Градизьку, коли був учнем 8 класу.
Згодом Михайло подався в Полтаву та тут і прижився. Спершу скінчив режисерські курси при Полтавському обласному музично-драматичному театрі імені М. В. Гоголя.
1962 рік — вступає на агропедагогічний факультет Полтавського сільськогосподарського інституту. Але вченим агрономом не став — переважив потяг до художнього слова, поезії.
1963 році з'являються його перші публікації у газетах "Зоря Полтавщини", "Ленінська зміна", часописі "Прапор".
З початку 1960 років ім'я М. Казидуба як поета стає все відомішим, він друкується в Харкові, Києві і Полтаві, а в 1966 році видавництво «Прапор» випускає першу збірку «Екзамен».
Михайло Казидуб мав свій літературний псевдонім. Спочатку ним був підпис М. Вереміяка, пізніше - М. Вереміївський, і, нарешті М. Чебрецький. Проте псевдоніми він використовував не часто, та й то лише в молодості.
1964 рік одружується з дівчиною, з якою навчався у школі та в інституті - Оксаною Миргородською. У 1965 році у них народжується син Сергій. Шлюб розпався на початку 1980 року.
З кінця 1960-х років Михайло Казидуб працював журналістом, потім — після прийому в 1971 році до Спілки письменників України — при Полтавській письменницькій філії як директор Клубу літераторів і заступник відповідального секретаря.
1969 року починає працювати в ДАІ УВС Полтавського обвиконкому, слідкував за порядком на дорогах.
1976 року знайомиться на засіданні літстудії (яку він тоді очолював) при обласній організації Спілки письменників України з Вірою Кулик - студенткою інженерно-будівельного інституту, яка писала вірші, і стає її творчим наставником. Саме їй судилося стати другою дружиною. Ось як вона розповідає про цей період життя:
|                                                                                               | Старший на 16 років, авторитетний, досвітчений, розумний, відомий - я ним захоплювалася, і це захоплення з часом переросло у кохання. Одружилися ми 25 червня 1980 року. Я продовжувала писати. Він не хотів бачити у мені лише домогосподарку, не вимагав, щоб була зразковою господинею, допомагав у всьому. Михайло був моїм найкращим редактором, порадником, цензором. |
| — Віра Кулик, Я завжди була в тіні його софітів // Бизнес-неделя. - 1999. - № 37. - С. 10-11. | |

1979 - 1981 роках закінчив Вищі літературні курси Літературного інституту імені М. Горького в Москві.
1983 - 1990 року працює директором Полтавського клубу письменників. Отримує посаду заступника редактора газети "Трудова Полтава". Далі - оглядач з питань культури, літератури, мистецтва і науки в газеті "Край", пізніше - "Полтавщина".
1992 рік обіймає посаду головного редактора радіо обласної державної телекомпанії "Лтава", на якій працював до кінця життя.
Михайло Казидуб переживає дві тяжких операції: одну у 1992 році, а другу у 1995.
Помер від невиліковної хвороби 1 травня 1998 року, похований у Полтаві.

## Творчий доробок
Михайло Казидуб — автор багатьох репортажів, нарисів, статей, рецензій у пресі. На його вірші композитори написали десятки пісень, переважно ліричних, які виконуються і хорами, і професійними та аматорськими співаками.
Автор книжок поезій:
- «Екзамен»[5] (1966);
- «Кроки» (1970);
- «Багаття на вітрах» (1973);
- «Джерело» (1977);
- «Промені літа» (1982);
- «Світ-світлиця» (1986);
- «Дощі серед пустелі» (1992);
- «Восмилисники» (1992);
- «Любов веде крізь хуртовини» (1993);
- «10 поем» (1996)[6].
- "Любив. Люблю. Любитиму" (1996);
- "Все - моє. Крім ненависті!"(1996);
- "Начальник ПСО" (1996);
- "Я родом з веремії" (1996);
- "Полудневі автографи" (1997);
- книжки для дітей "Журавлик у дитячому садку" (1997);
- "Під журавлиними хрестами" (2000).

Автор понад 50-ти пісень, написаних у співавторстві з В. Тиликом, О. Білашем, В. Гурмаженком, Г. Непорадою, О. Чухраєм. Написав прозовий сатиричний роман «Начальник ПСО» (1996).

## Нагороди
- Лауреат обласної премії імені Петра Артеменка[7](1982);
- Лауреат обласної щорічної премії імені Панаса Мирного (м. Полтава) 2001 року — за 16 поетичних, прозових і публіцистичних книг (посмертно)[8].